# Liste der portugiesischen Botschafter in Indonesien

Portugal (links, orange) und Indonesien (rechts, grün)

Die Liste der portugiesischen Botschafter in Indonesien listet die Botschafter der Republik Portugal in Indonesien auf. Die beiden Staaten unterhalten seit 1949 diplomatische Beziehungen, die auf die Ankunft der Portugiesischen Seefahrer als erste Europäer im heutigen Indonesien Anfang des 16. Jahrhunderts zurückgehen. Zwischen 1965 und Januar 1975 (Portugiesische Kolonialkriege), und erneut zwischen Dezember 1975 und 1999 (Indonesische Besetzung der ehemaligen portugiesischen Besitzung Osttimor) waren die Beziehungen unterbrochen.
1951 akkreditierte sich erstmals ein portugiesischer Vertreter in Indonesiens Hauptstadt Jakarta. Die portugiesische Botschaft residiert dort heute in der Jalan Indramayu Nr. 2A, Menteng, Jakarta 10310. Auf der indonesischen Insel Bali unterhält Portugal zudem ein Honorarkonsulat.

## Missionschefs
| Name                                                  | Bild       | Amtszeit                             | Anmerkungen                                                         |
| Indonesien                                            | Indonesien | Indonesien                           | Indonesien                                                          |
| ----------------------------------------------------- | ---------- | ------------------------------------ | ------------------------------------------------------------------- |
| Vasco Vieira Garin                                    |            | bis 2. Januar 1950                   | Sondermission                                                       |
| Alberto Carlos Li-Teixeira Branquinho                 |            | 3. August 1950 –14. Oktober 1951     | Geschäftsträger, am 10. Mai 1950 akkreditiert                       |
| José Weinholtz Bivar Brandeiro                        |            | 14. Oktober 1951 –7. September 1953  | Ministro Plenipotenciário, am 19. Oktober 1951 akkreditiert         |
| Carlos Pedro Pinto Ferreira                           |            | 9. Oktober 1953 –1. Juli 1954        | Ministro Plenipotenciário, am 21. September 1953 akkreditiert       |
| Augusto Rato Potier                                   |            | 30. Oktober 1954 –11. Mai 1958       | Ministro Plenipotenciário, am 18. November 1954 akkreditiert        |
| Guilherme Margarido de Castilho                       |            | 17. Mai 1958 –4. Februar 1959        | Übergangs-Geschäftsträger                                           |
| António Leite Cruz                                    |            | 4. Februar 1959 –28. Juli 1961       | Ministro Plenipotenciário, am 17. Februar 1959 akkreditiert         |
| Fernando Cardoso                                      |            | 28. Juli 1961 –30. Mai 1963          | Übergangs-Geschäftsträger                                           |
| José Eduardo de Mello Gouveia                         |            | 30. Mai 1963 –28. Februar 1965       | Übergangs-Geschäftsträger                                           |
| António de Oliveira Pinto da França                   |            | 28. Februar 1965 –10. September 1970 | Generalkonsul während der ausgesetzten diplomatischen Beziehung     |
| Guilherme Manuel Gonçalves de Oliveira de Sousa Girão |            | 21. Januar 1975 –11. Dezember 1975   | Übergangs-Geschäftsträger an der neueröffneten Botschaft in Jakarta |
| Ana Maria Rosa Martins Gomes                          |            | 30. Januar 1999 –11. Juli 2000       | Interessensvertretung Portugals in Jakarta                          |
| Ana Maria Rosa Martins Gomes                          |            | 12. Juli 2000 –14. April 2003        | Botschafterin, am 18. Juli 2000 akkreditiert                        |
| José Manuel Santos Braga                              |            | 1. Juli 2003 –16. November 2008      | Botschafter                                                         |
| Carlos Manuel Leitão Frota                            |            | 20. März 2009 –1. Juni 2012          | Botschafter                                                         |
| Pedro Filipe Pereira Félix Coelho                     |            | 2. Juni 2012 – 18. März 2013         | Übergangs-Geschäftsträger                                           |
| Joaquim Alberto de Sousa Moreira de Lemos             |            | 19. März 2013 –9. September 2016     | Botschafter, am 4. September 2013 akkreditiert                      |
| Rui Fernando Sucena do Carmo                          |            | 2016–2021                            | Botschafter, am 15. November 2016 akkreditiert                      |
| Maria João Falcão Poppe Lopes Cardoso                 |            | seit Juli 2021                       |                                                                     |